# ラックチャイ・スタジアム
ラックチャイ・スタジアム（ベトナム語: Sân vận động Lạch Tray、英語: Lach Tray Stadium）は、ベトナムのハイフォンにある多目的スタジアムである。

## 概要
収容人数は26,000人。1957年から1977年まではトルンタム・スタジアムと呼ばれていた。主にサッカーの試合に用いられる。現在、ベトナムサッカーリーグに所属するヴィケム・ハイフォンがホームスタジアムとして使用している。

## 交通アクセス
ベトナム鉄道のハイフォン駅より徒歩約10分。